# 中畑恵里
中畑 恵里（なかはた えり、1988年9月15日 - ）は神奈川県出身の女子バスケットボール選手である。ポジションはガード。
プロ野球の巨人で活躍した中畑清は親戚にあたる。

## 人物
横浜市戸塚区出身。横浜市立岡津中学校。金沢総合高校でインターハイ3位に貢献。
2007年、富士通に入社。1年目から試合に出場し、富士通のリーグ初優勝に貢献。また、日本代表としてU-19世界選手権に出場。2009年、ウィリアム・ジョーンズカップ日本代表にも選出された。
2015年退団。2016年、筑波大学に入学。

## 経歴
- 金沢総合高校 - 富士通（2007年〜2015年） - 筑波大学（2016年～）